# Ninh Giang, Hoa Lư
Ninh Giang là một phường thuộc thành phố Hoa Lư, tỉnh Ninh Bình, Việt Nam.

## Địa lý
Phường Ninh Giang nằm ở phía bắc thành phố Hoa Lư, có vị trí địa lý:
- Phía đông giáp Sông Đáy và tỉnh Nam Định
- Phía tây giáp xã Trường Yên
- Phía nam giáp phường Ninh Mỹ và các xã Ninh Hòa, Ninh Khang
- Phía bắc giáp huyện Gia Viễn qua sông Hoàng Long.

Phường Ninh Giang có diện tích 6,47 km², dân số năm 2023 là 8.045 người, mật độ dân số đạt 1.243 người/km².
Hệ thống sông:
- Phía đông: Sông Đáy
- Phía tây: Sông Chanh
- Phía bắc: Sông Hoàng Long.

## Hành chính
Phường Ninh Giang được chia thành 8 tổ dân phố: Bãi Trữ, La Vân, Phong Phú, Một , Hai, Đông, Tây, Nam.

## Lịch sử
Ngày 27 tháng 12 năm 1975, Quốc hội ban hành Nghị quyết về việc thành lập tỉnh Hà Nam Ninh trên cơ sở tỉnh Ninh Bình và tỉnh Nam Hà. Khi đó, xã Ninh Giang thuộc huyện Gia Khánh, tỉnh Hà Nam Ninh.
Ngày 27 tháng 4 năm 1977, Hội đồng Chính phủ ban hành Quyết định số 125-CP về việc thành lập huyện Hoa Lư trên cơ sở hợp nhất huyện Gia Khánh và thị xã Ninh Bình. Khi đó, xã Ninh Giang thuộc huyện Hoa Lư mới thành lập.
Ngày 26 tháng 12 năm 1991, Quốc hội ban hành Nghị quyết về việc chia tỉnh Hà Nam Ninh thành tỉnh Nam Hà và tỉnh Ninh Bình. Khi đó, xã Ninh Giang thuộc huyện Hoa Lư, tỉnh Ninh Bình.
Ngày 31 tháng 10 năm 2003, Chính phủ ban hành Nghị định số Nghị định số 126/2003/NĐ-CP về việc thành lập thị trấn Thiên Tôn trên cơ sở điều chỉnh 2,59 ha diện tích tự nhiên của xã Ninh Giang.
Sau khi điều chỉnh địa giới hành chính, xã Ninh Giang còn lại 639,62 ha diện tích tự nhiên và 6.618 nhân khẩu.
Ngày 10 tháng 12 năm 2024, Ủy ban Thường vụ Quốc hội ban hành Nghị quyết số 1318/NQ-UBTVQH15 về việc sắp xếp đơn vị hành chính cấp huyện, cấp xã của tỉnh Ninh Bình giai đoạn 2023 – 2025 (nghị quyết có hiệu lực từ ngày 1 tháng 1 năm 2025). Theo đó:
- Thành lập thành phố Hoa Lư thuộc tỉnh Ninh Bình trên cơ sở thành phố Ninh Bình và huyện Hoa Lư.
- Thành lập phường Ninh Giang thuộc thành phố Hoa Lư trên cơ sở toàn bộ 6,47 km² diện tích tự nhiên và quy mô dân số là 8.045 người của xã Ninh Giang.

## Kinh tế
Chợ La Mai nằm ở hai tổ dân phố La Mai và Trung Trữ là chợ quê trên địa bàn thành phố Hoa Lư nằm trong danh sách các chợ loại 1, 2, 3 ở tỉnh Ninh Bình từ năm 2008.
Tính đến tháng 6 năm 2014, xã Ninh Giang là xã đầu tiên của huyện Hoa Lư (nay là thành phố Hoa Lư) thực hiện được 16/19 tiêu chí về nông thôn mới. Còn 3 tiêu chí về cơ sở văn hóa, tỷ lệ hộ nghèo, chợ nông thôn xã đã đặt ra kế hoạch phấn đấu hoàn thành trong năm 2014. Đây cũng là xã được công nhận ở tỉnh Ninh Bình.

## Giao thông
Phường có Quốc lộ 1 và tuyến đường ĐT.477 kéo dài tránh thành phố Ninh Bình đi qua. Trụ sở xã cách trung tâm thành phố Hoa Lư 8,5 km.
Dự án xây dựng Đại lộ Đinh Tiên Hoàng với mục tiêu mở rộng không gian đô thị thành phố Hoa Lư là một dự án lớn, có quy mô vốn đầu tư dự kiến 30 triệu USD gồm đường trục chính xây mới dài khoảng 6 km với điểm đầu Quảng trường 2, điểm cuối nút giao ngã tư đầu cầu Gián Khẩu. Dự án Đại lộ Đinh Tiên Hoàng đi qua địa bàn các phường Đông Thành, Ninh Giang, Ninh Khánh, Ninh Mỹ và xã Ninh Khang.

## Văn hóa
Ninh Giang là phường nằm trong tứ giác nước Hoa Lư, thuộc không gian văn hóa Hoa Lư tứ trấn nên có nhiều di tích thuộc quần thể di tích Cố đô Hoa Lư và những phong tục văn hóa lâu đời. Tính đến năm 2010, Ninh Giang là phường có 3 di tích cấp quốc gia là chùa Trung Trữ, đền Cả La Mai và chùa Phong Phú.
- Chùa Trung Trữ: chùa thờ Phật được xây dựng trước cửa động Anh Linh. Tại đây còn có đình Trung Trữ thờ vua Đinh Tiên Hoàng, vua Lê Đại Hành, Thái hậu Dương Vân Nga và lưỡng triều nhà Đinh, Tiền Lê. Đình,chùa và hang Miếu Nội Trung Trữ đều là cơ sở cách mạng của huyện Gia Khánh (nay là thành phố Hoa Lư) và tỉnh ủy Ninh Bình trong những năm kháng chiến chống Pháp và chống Mỹ. Quần thể chùa Trung trữ được Nhà nước xếp hạng di tích lịch sử quốc gia năm 1990.
- Đền Cả La Mai thuộc làng La Mai ở ven sông Đáy, thờ Thánh Quý Minh Đại Vương. Đền Cả La Mai được Nhà nước xếp hạng di tích lịch sử quốc gia năm 1994.
- Chùa Phong Phú: thờ phật và thần Thiên Tôn, vị thần trấn đông Hoa Lư tứ trấn. Tại đây có những mảng chạm khắc các vị La Hán bên vách núi tự nhiên mang tính nghệ thuật cao. Chùa Phong Phú được Nhà nước xếp hạng di tích lịch sử quốc gia năm 1994.

Ở ven sông Đáy, tổ dân phố La Mai là kho tàng của nhà Đinh. Tương truyền Kim Khố và Chính Khố hay Kho Trong, Kho Ngoài là kho mắm của vua Đinh.
Ngoài ra, Ninh Giang còn có núi Chùa thuộc địa phận tổ dân phố Trung Trữ, tương truyền xưa kia cũng là nơi chứa kho lương thực thời Đinh Lê.